# Gmina Rogašovci
Rogašovci – gmina w Słowenii. W 2002 roku liczyła 3399 mieszkańców.

## Miejscowości
Miejscowości wchodzące w skład gminy Rogašovci:
- Fikšinci,
- Kramarovci,
- Nuskova,
- Ocinje,
- Pertoča,
- Rogašovci – siedziba gminy,
- Ropoča,
- Serdica,
- Sotina,
- Sveti Jurij,
- Večeslavci.